# Roberto Terracini
Roberto Terracini (Torino, 6 gennaio 1900 – Torino, 15 luglio 1976) è stato uno scultore italiano.

## Biografia
Rimasto orfano di padre all'età di nove anni, sovvenuto insieme alla madre e a tre fratelli dal nonno gioielliere nonché rabbino di Asti, studiò scultura all'Accademia Albertina di Torino, nel cui Liceo rimase - eccettuati gli anni della persecuzione antisemita - fino al 1973 titolare della cattedra di figura modellata. Trascorse in gioventù qualche anno a Roma dove frequentò l'Accademia Inglese.
Dal 1921 svolse la sua attività artistica a Torino, partecipando alle più importanti mostre nazionali.
A fine giugno 1938 sposò Adele Boehm, da cui l'anno seguente ebbe la prima figlia Lia. Ma già pochi mesi più tardi, iniziata la campagna antisemita e varate le relative leggi razziali, gli fu preclusa qualsiasi partecipazione a esposizioni o concorsi artistici pubblici. A guerra dichiarata, si spostò a Luserna San Giovanni, in Val Pellice, pur mantenendo il proprio atelier torinese che venne successivamente danneggiato dai violenti bombardamenti aerei. Dopo l'8 settembre 1943, sotto l'occupazione nazista, si nascose con moglie e figlia in una cascina di Rorà, sopra Luserna. Con altre nove famiglie ebree, ugualmente rifugiate nel paese e nascoste da contadini, riuscì a sfuggire ai rastrellamenti e alla deportazione nei campi di sterminio della Shoah. Collaborò con i partigiani ed a loro dedicò alcuni dipinti A Liberazione avvenuta, nel luglio 1945 alla coppia nacquero i gemelli Laura e David.
Venne invitato più volte alle Biennali Internazionali di Venezia, alle Quadriennali di Roma, a mostre internazionali a Firenze, Berlino, Budapest, San Paolo del Brasile e Buenos Aires. Tenne mostre personali a Torino, Milano, Buenos Aires. 
Vinse molti concorsi nazionali ed internazionali di scultura. Alcune sue opere si trovano nelle Gallerie di Arte Moderna di Torino, Roma, Tel Aviv, nel Museo di Storia di Trieste, nel Museo della Guerra di Roma, al palazzo del Quirinale, al Ministero della Pubblica Istruzione, in collezioni private in Italia, Francia, Svizzera, Argentina, Israele, Brasile, Perù, Uruguay.

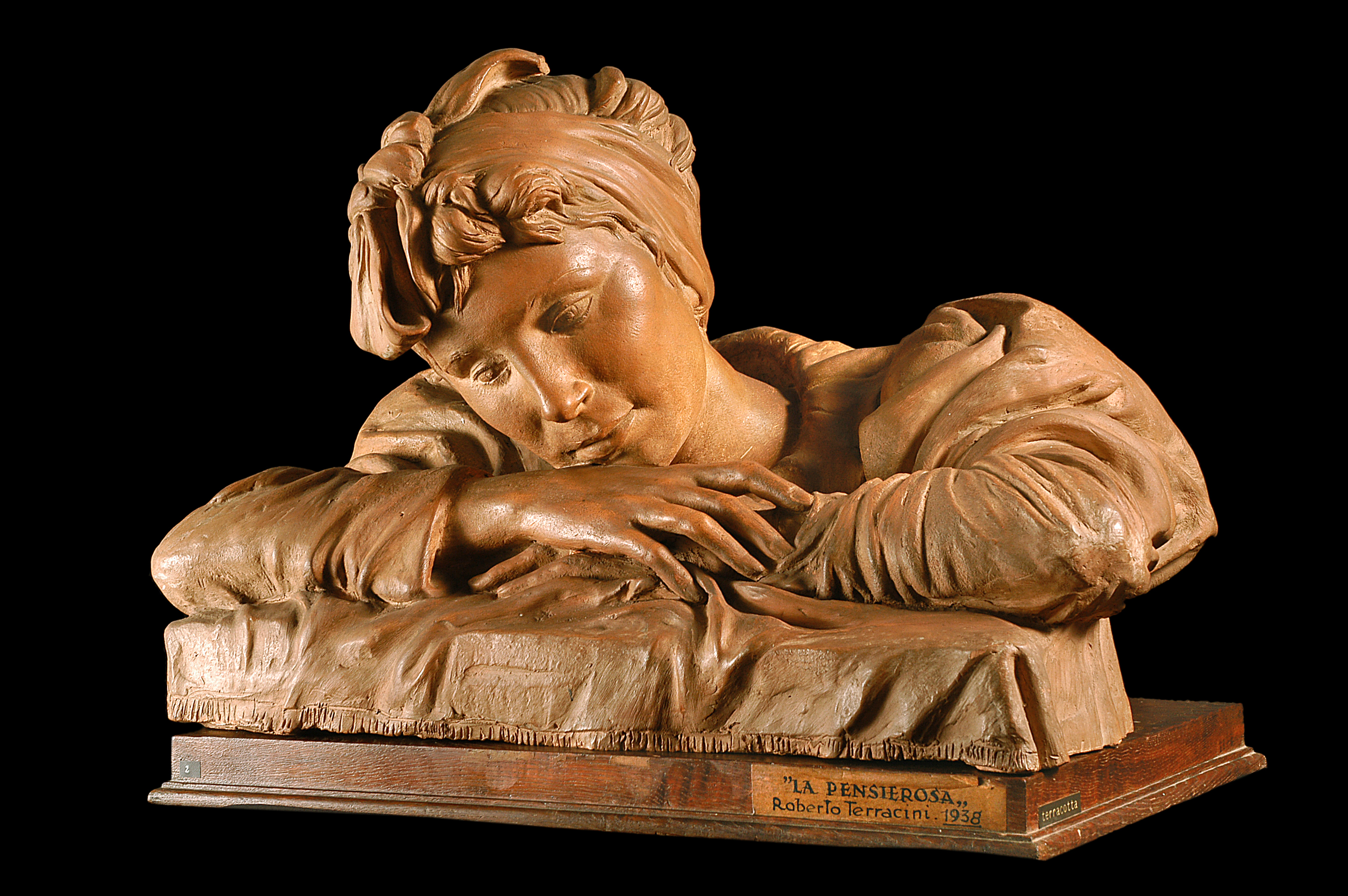
La pensierosa - Una delle opere più conosciute dello scultore italiano

## Stile
La sua scultura, di ispirazione rinascimentale, rifiuta compromessi con l'intellettualismo e l'astrattismo contemporanei, nella strenua difesa della continuità nel tempo e nello spazio di un mestiere, di materie e di forme creative.